# ضريح الشاه حسين ولي
ضريح الشاه حسين ولي (بالفارسية: آرامگاه شاه حسین ولی) هو ضريح تاريخي يعود إلى السلالة الصفوية، ويقع في تبريز.